# 김달수 (1917년)
김달수(1917년 12월 8일~2014년 3월 28일)는 대한민국의 정치인이다. 제3·7대 국회의원을 지냈다.

## 역대 선거 결과
|  | 27.97% |

|  | 41.49% |

|  | 14.60% |

|  | 56.97% |

|  | 8.34% |